# خلافة محمد (كتاب)
 خلافة محمد: دراسة للخلافة المبكرة (بالإنجليزية: The Succession to Muhammad: A Study of the Early Caliphate)‏هو كتاب للباحث ولفرد مادلنج
نشر من قبل جامعة كامبردج في1997. ماديلونغ يحقق في الأحداث بعد وفاة محمد ﷺ، حيث كانت هناك معركة لمعرفة من الذي سيسيطر على المجتمع المسلم. أدى هذا الصراع إلى بروز الفرق بين الإسلام السني والشيعي على السلطة (الروحية والزمنية).

## المؤلف
ولد الأستاذ ولفرد مادلنج في 26 ديسمبر 1930 في شتوتغارت، ألمانيا.ثم ذهب إلى جامعة القاهرة منذ اجتيازه المرحلة الابتدائية والثانوية وفي عام 1953 تخرج في مجال التاريخ الإسلامي والأدب. ثم واصل تعليمه في بلده. وأخيرا في عام 1957 حصل على درجة الدكتوراه من جامعة هامبورغ في الدراسات الإسلامية. أكمل مادلنج اطروحة الدكتوراه له تحت إشراف الباحثون الإسلاميون الألمان الشهيرين. أصبح أستاذا للدراسات الإسلامية في جامعة شيكاغو في عام 1969 وأستاذ اللغة العربية اللودية في جامعة أكسفورد من عام 1978. الأستاذ مادلنج هو في الوقت الحاضر زميل باحث في معهد الدراسات الإسماعيلية حتى تقاعده، عقدت ويلفريد مادلنج الموقف الأكاديمي المرموق من أستاذية لود في اللغة العربية في جامعة أكسفورد من عام 1978 إلى عام 1998. وانتظر حتى تقاعده لطباعة كتابه ورائعته وهو عمل يدل على البراعة والألمعية طيلة تلك السنوات التي قضاها في منحة دراسية. في الواقع، هذا هو عمل شخصي لانه كرسه إلى والدته التي علمته قراءة التاريخ.

## الموضوع الرئيسي
هذا يسرد دراسة شاملة حول التاريخ الإسلامي المبكر. ولفرد مادلنج يكتب تحليلا منهجيا للصراع الذي نشأ بعد وفاة محمد ﷺ لقيادة المجتمع الإسلامي الناشئ. ويتابع تاريخ هذا النزاع من خلال حكم «الخلفاء الأربعة الراشدين» إلى ذروتها في أول نزاع بين المسلمين. نتائج الحرب، الذي شهد زوال عهد الصحابة في وقت مبكر، أسفر عن انقسام دائم بين الإسلام السني والإسلام الشيعي. وعلى عكس الاتجاهات العلمية الأخيرة، يسلط المؤلف الضوء على مطالبة علي بن أبي طالب في وقت مبكر لخلافة شرعية، والذي حصل على دعم من الشيعة، ويقدم تفسير مقنع من التاريخ الإسلامي المبكر. جعلت هذا الكتاب مساهمة عميقة في النقاش حول الخلافة.

## إقتباسات
في ذكرى والدتي... التي فتحت عيني على التاريخ كما هو حقا..
التاريخ السردي يحمل قوة الدفع الخاصة به ويملي السبل المناسبة لها العرض. الأشخاص، والتحفيز، والفعل وردة الفعل والانتقال إلى المقدمة وحصر تفسير الأفكار والنصوص الوثائقية.
وبالتالي فإن هناك ظاهريا سببا وجيها للشك في أن وجهة النظر الشائعة لدى العلماء الغربيين للإسلام حول خلافة محمد ﷺ قد لا تكون سليمة تماما وثمة اقتراح لنظرة جديدة على مصادر لإعادة التقييم السليم.
نقطة الانطلاق لتأسيس حول ما كان محمدا ﷺ قد فكر فيه بصفة عامة حول خلافته وما كان يمكن أن ينظر إليه أتباعه ومعاصروه، والمبادئ التوجيهية الأساسية يجب أن يكون بعد وفاته بالتأكيد بدراسة القرآن.

## الاستقبال
مجلة الجمعية الشرقية الأمريكية كتبت استعراضا معظمه إيجابي للعمل، معلقة أنه على الرغم من أن ماديلنغ لم يأخذ "نظرة متفائلة للمصادر" حول خليفة الله: السلطة الدينية في القرون الأولى للإسلام وحول رفض الأفكار حول طبيعة سلطة الخلافة في جملة واحدة "، فإنه لا يزال" يوفر فرصة لمعرفة حالة الشيعة التي جعلت الأمر يبدو تخيلا من قبل الباحث في رصد كامل للمصادر." مجلة الدراسات الإيرانية أشادت أيضا بالعمل. هيو كينيدي في كتاباته في مجلة الجمعية الملكية الآسيوية كان أكثرهم فتورا، مشيرا إلى أن "مدى وعمق قراءاته والمعرفة كانا مثيرين للإعجاب للغاية. ومع ذلك، يترك للقارئ مليئا بالشكوك بشأن ما إذا كان هذا يمكن أن يكون القصة الكاملة.". كتاب ولفرد ماديلنغ خلافة محمد ﷺ قد تم منحه أفضل كتاب لجائزة العام من قبل جمهورية إيران الإسلامية لسنة 1997.